# Euglenes nitidifrons
Euglenes nitidifrons là một loài bọ cánh cứng trong họ Aderidae. Loài này được Thomson miêu tả khoa học năm 1886.